# Jakszini

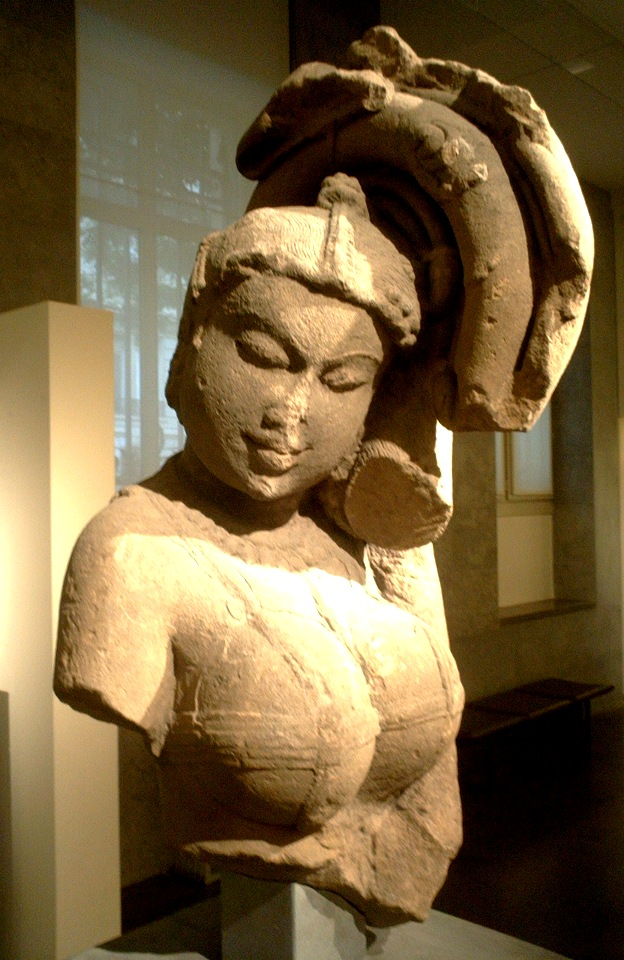
Jakszi. X w., Sztuka Mathury. Muzeum Guimet.

Jakszini, jakszi (sanskryt याक्षिणि, याक्षि) – klasa przyjaznych boginek w mitologii indyjskiej. Jakszini są żeńskimi odpowiednikami jakszów, razem z nimi występując w orszaku Kubery, boga bogactwa. Podobnie jak jakszowie, opiekują się ukrytymi skarbami. Jakszi związane są z kultem przyrody i płodności, dotknięciem dłonią lub stopą drzewa mogą sprawić, że zakwitnie i wyda owoce.

## Kult
- Nagardżuna tantryk, mistrz buddyzmu Diamentowej Drogi żyjący w VIII w n.e., wielbiąc przez 12 lat jakszini zamieszkującą drzewo figowca, zyskał objawienie wiedzy o alchemii i nieśmiertelności[2].

## Jakszinie w sztuce indyjskiej

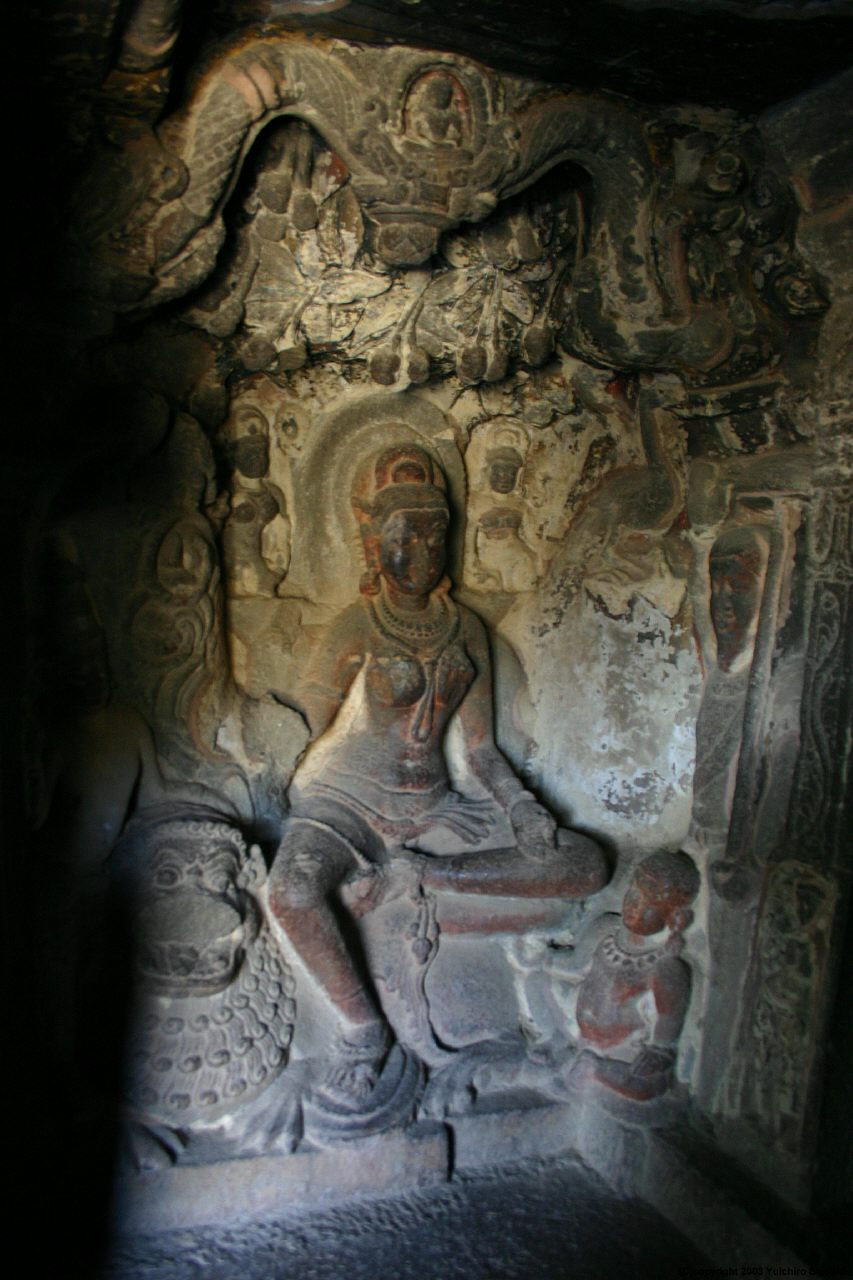
Jakszi z Ellory

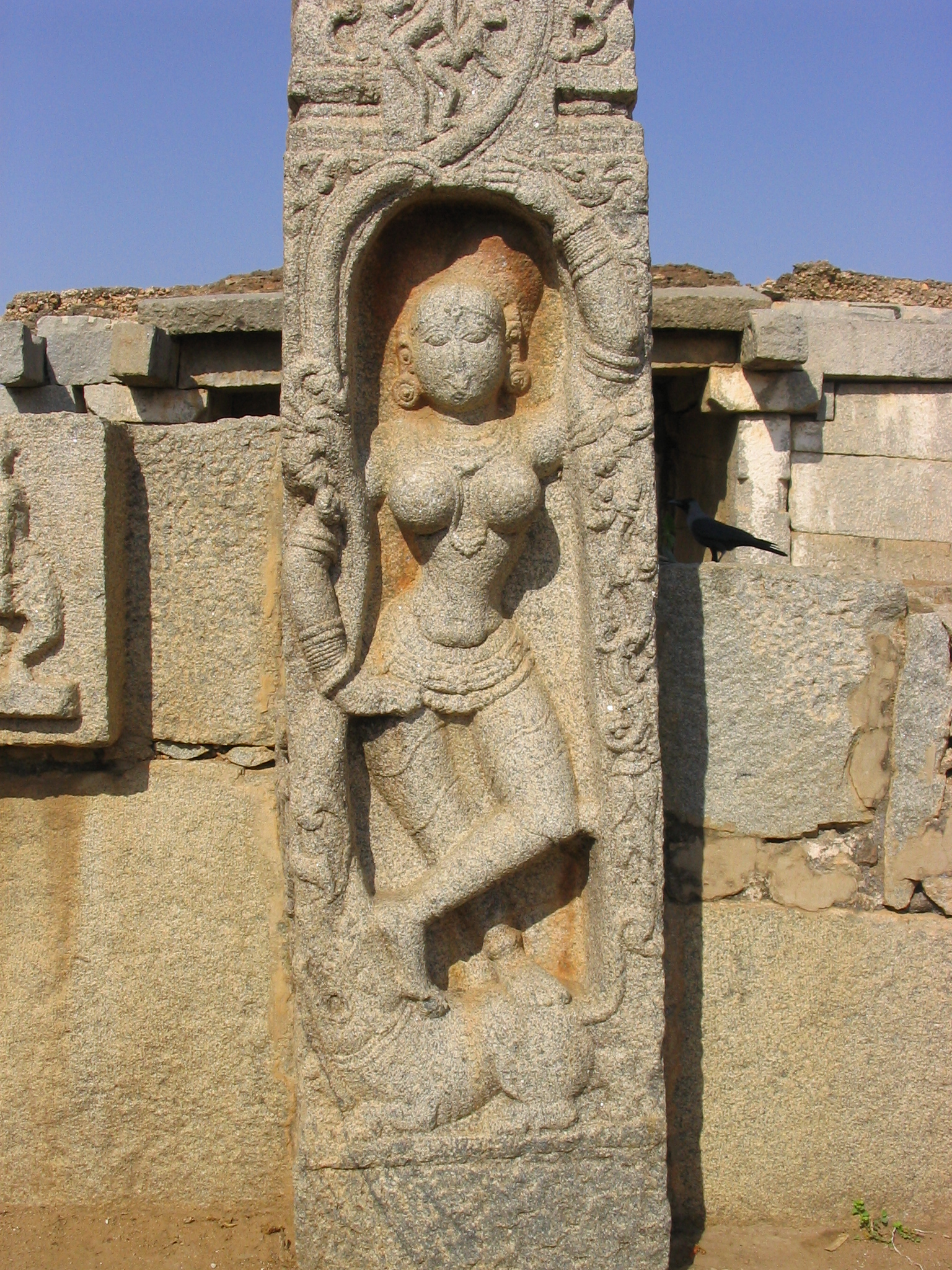
Jakszi w Hampi

Postacie jaksziń stanowią częsty motyw dekoracyjny w sztuce starożytnej, np. w Bharhut, Sańći i Mathurze. Wykształcił się określony kanon przedstawiania jakszini jako młodej, nagiej kobiety o zmysłowych kształtach i uśmiechniętej twarzy, stojącej pod drzewem w wygiętej pozie, zwanej tribhanga. Najbardziej znanym przedstawieniem jakszini jest postać z bramy w Sańći.